# Amayuelas de Arriba

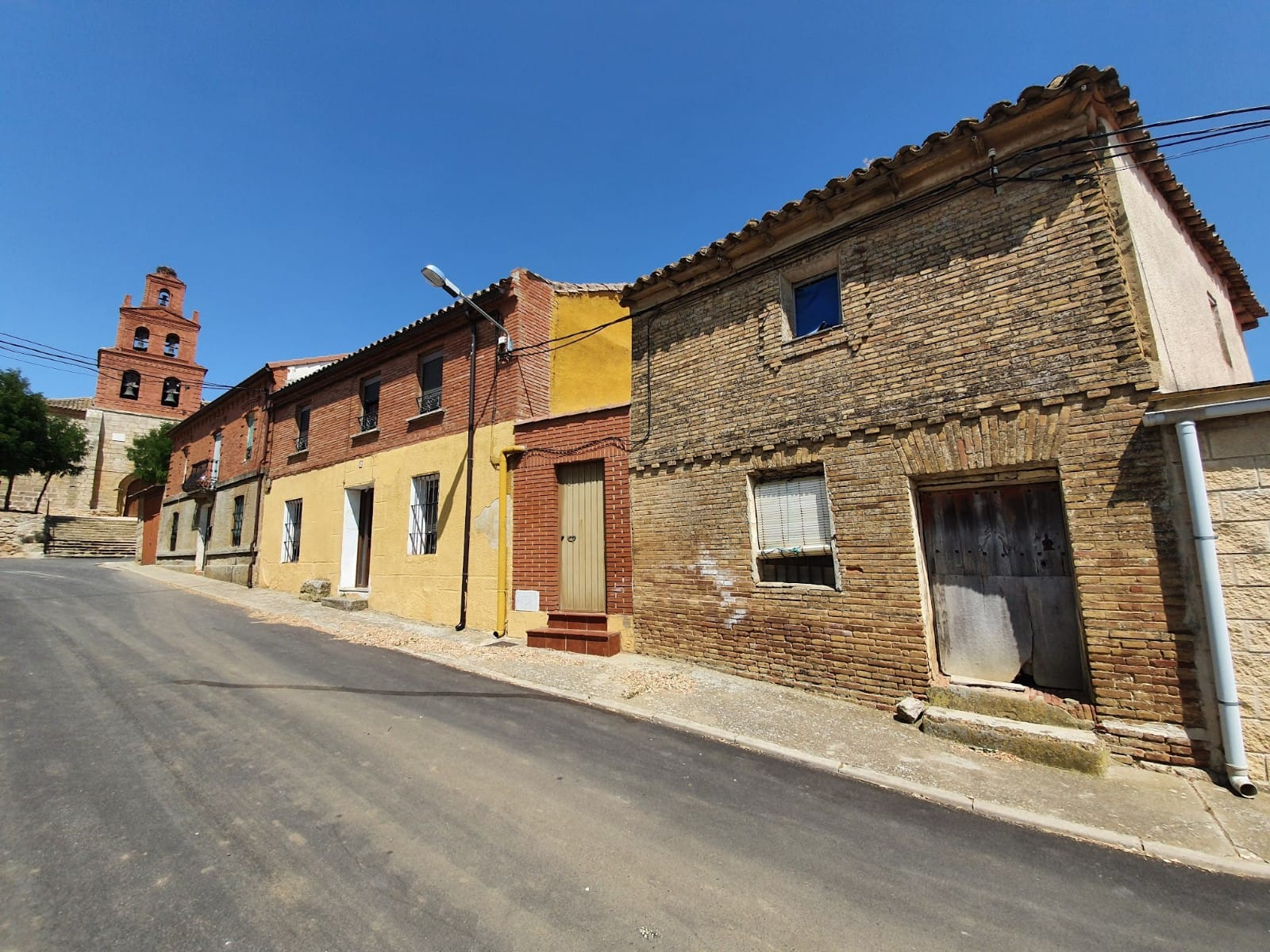
Vista de Amayuelas de Arriba y de la Iglesia de Santa Columba

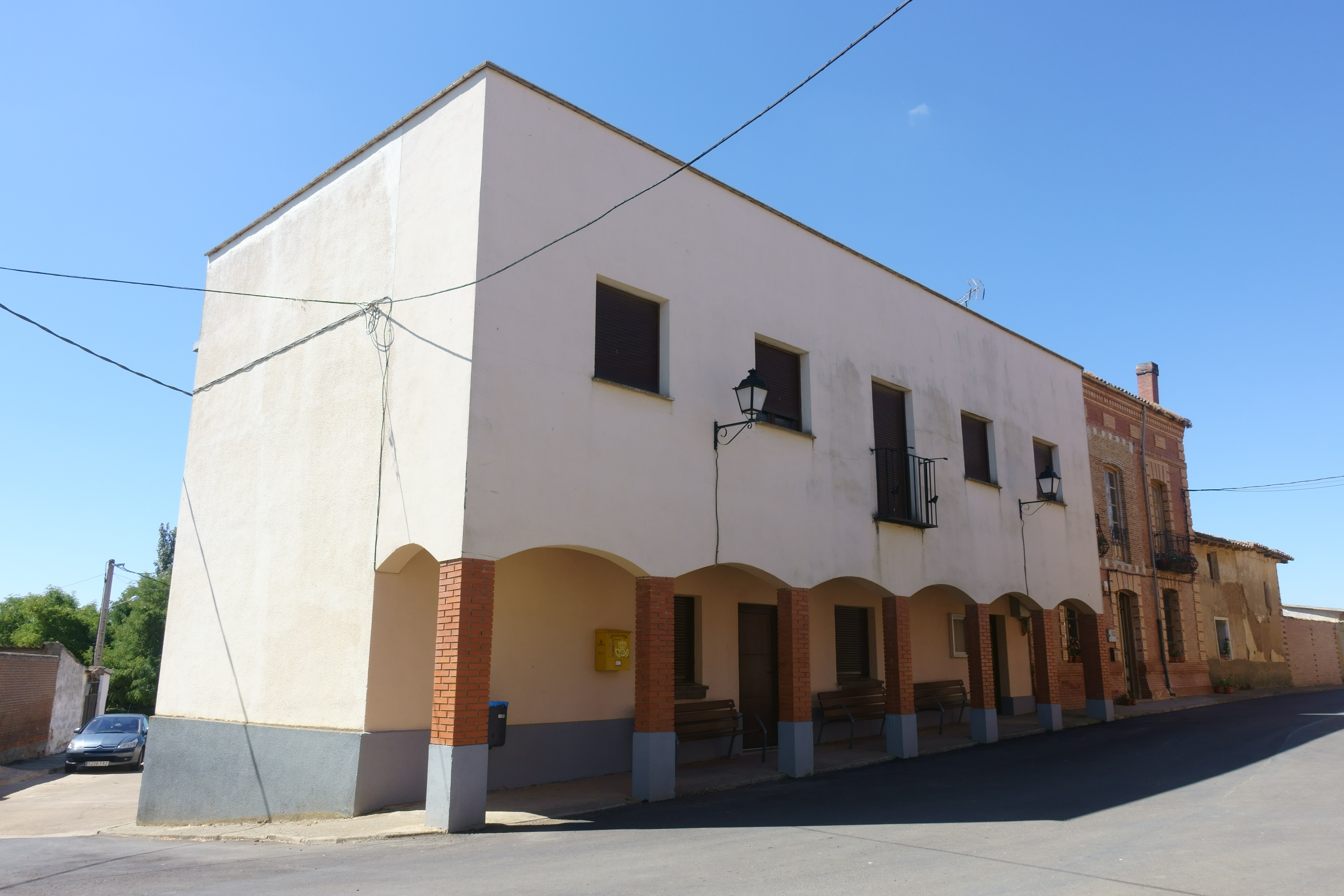
Casa consistorial

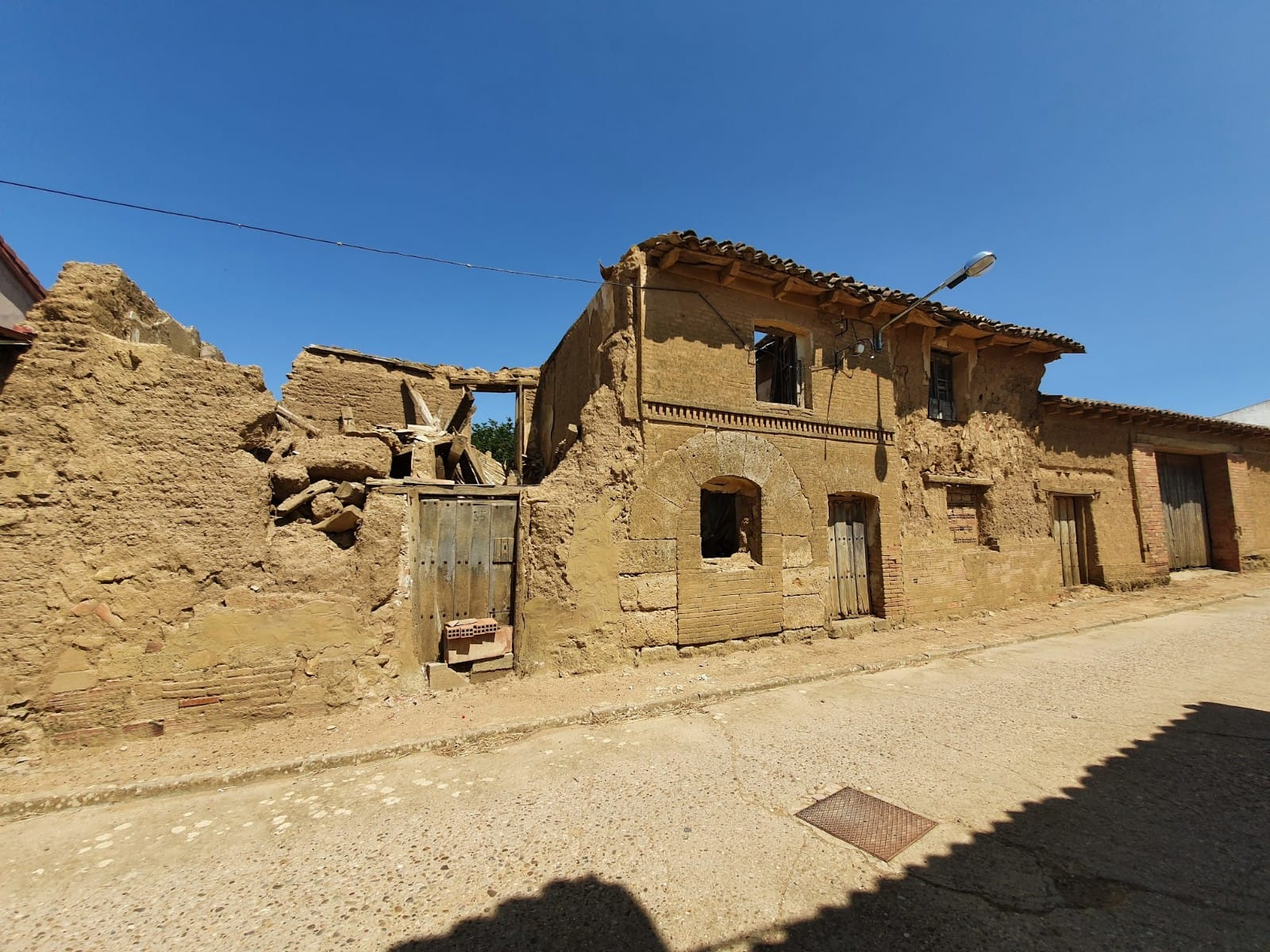
Vista de casa de adobe con arco de sillería en Amayuelas de Arriba.

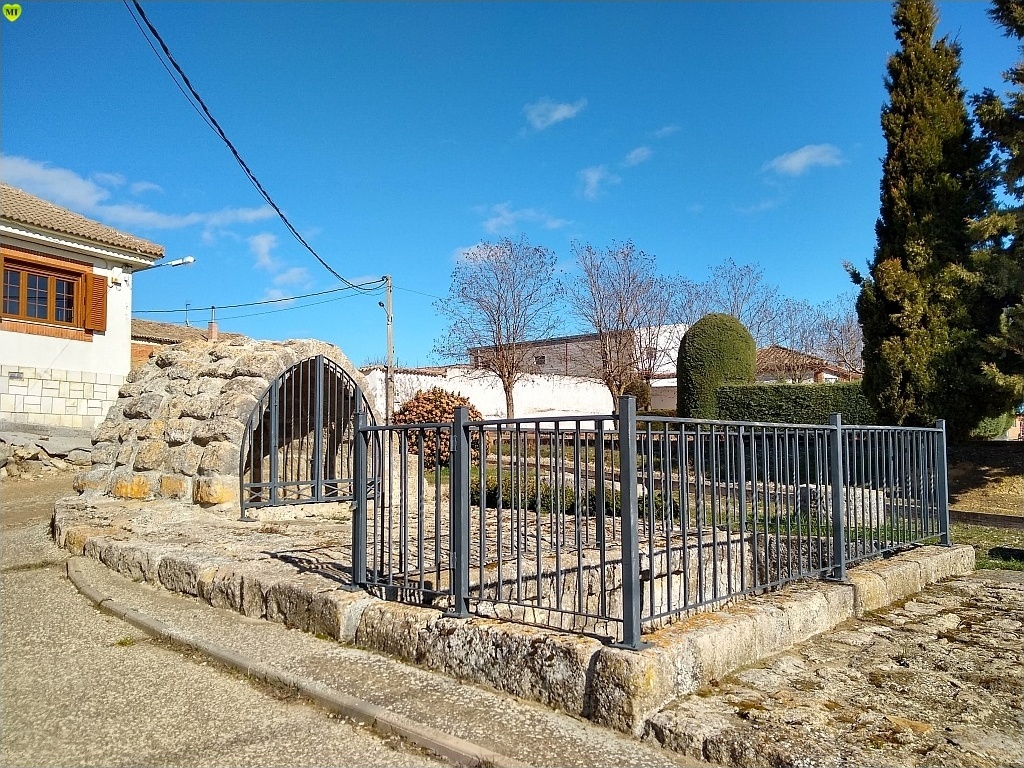
Fuente romana

Amayuelas de Arriba es un municipio y localidad española de la provincia de Palencia, en la comunidad autónoma de Castilla y León.

## Historia
En 1588, el rey Felipe IV crea el título nobiliario del condado de las Amayuelas a favor de Bernardino Manrique de Lara y Barrientos, XVII señor de Amusco y VIII señor de las Amayuelas, regidor de Salamanca y conservador perpetuo de su Universidad.
Con Señor de las Amayuelas se hace referencia tanto a las localidades de Amayuelas de Arriba como a Amayuelas de Abajo. Ambas localidades, dependían de Amusco, de donde los Manrique de Lara eran señores, mientras que actualmente Amayuelas de Arriba es municipio propio y Amayuelas de Abajo es una pedanía de San Cebrián de Campos. Bernardino Manrique de Lara era hijo de García Manrique de Lara, XVI señor de Amusco y VII señor de las Amayuelas (de Arriba y de Abajo), y de Francisca Nicostrata de Barrientos y Colona.
A la caída del Antiguo Régimen la localidad se constituye en municipio constitucional en el partido de Astudillo, que en el censo de 1842 contaba con 43 hogares y 224 vecinos.

### SigloXIX
Así se describe a Amayuelas de Arriba en la página 237 del tomo II del Diccionario geográfico-estadístico-histórico de España y sus posesiones de Ultramar, obra impulsada por Pascual Madoz a mediados del siglo XIX:

AMAYUELAS DE ARRIBA

Lugar con ayuntamiento en la provincia y diócesis de Palencia (4 leguas), partido judicial de Astudillo (3), audiencia territorial y capitanía general de Valladolid (12).
Situado en un declive distante 2.000 pasos del canal de Castilla. Le combaten todos los vientos y su cielo es alegre, ofreciendo la hermosa perspectiva de varios pueblos con sus arbolados y huertas, la famosa fábrica de harinas de Calahorra con su espaciosa fonda para los viajeros, las márgenes del expresado canal pobladas de árboles y frondosidad, y la deliciosa vista del ex-priorato de Santa Cruz, y calzada de Santander. 
Goza de clima muy saludable, siendo las enfermedades comunes algunas calenturas y tercianas de carácter benigno.
Tiene 46 casas de regular elevación distribuidas en varias calles sin empedrar, pero de cómodo piso, y en una plaza, que más puede llamarse calle ancha, en cuyo frente se halla la casa municipal sin mérito alguno. Hay además un pósito de labradores, cuyos fondos se reducen a 40 fanegas de trigo, y una iglesia parroquial dedicada a Santa Columba, servida por un cura párroco de provisión de Su Majestad, mediante oposición en concurso general. El edificio situado al S del pueblo es de estilo o arquitectura gótica, se halla ruinoso, ignorándose la época de su fundación.
Los niños de este pueblo concurren a la escuela de primeras letras establecida en Amayuelas de Abajo. Para el surtido de los vecinos hay dos fuentes de buenas y abundantes aguas, las cuales también aprovechan para abrevadero de sus ganados.
Confina el término por N con el de Población, por E con el de Piña, por S con el de Amusco, y por O con los de San Cebrián y Amayuelas de Abajo.
El terreno enteramente llano es bastante estéril, cuyo defecto suple la incesante laboriosidad de los habitantes; abraza 100 obradas de cultivo y sobre 800 cuartas de viña.
Producciones: trigo de buena calidad, cebada y vino de clase inferior; cría ganado lanar y cabrío, con el mular y vacuno necesario para la agricultura; caza de liebres y perdices, y pesca de anguilas y barbos en el canal. 
Industria: elaboración de harinas, que en el día se encuentra en decaimiento por la emigración de los principales capitalistas a Frómista y Boadilla del Camino.
Población: 43 vecinos, 224 almas.

Capital productivo: 183.600 reales. Imponible: 5.800. El presupuesto municipal asciende a 860 reales, y se cubre con el producto de 15 fanegas de trigo, 20 cuartas de viña y 200 reales que en un quinquenio rinde el cuarto de correduría.

## Geografía humana

### Demografía
Cuenta con una población de 38 habitantes (INE 2024).
| Gráfica de evolución demográfica de Amayuelas de Arriba entre 1842 y 2021                                             |
| |
| Población de derecho según los censos de población del INE. Población de hecho según los censos de población del INE. |